# Geschiedenis van Armenië

Wapen van Armenië

De geschiedenis van Armenië is een deel van de geschiedenis van de Kaukasus. Armenië was een koninkrijk met culturele banden die tot de 5de eeuw v.Chr. teruggaan. In de 1ste eeuw v.Chr. bereikte het onder Tigranes de Grote zijn hoogtepunt en groeide het land tot een invloedrijke mogendheid van Klein-Azië en Mesopotamië, in de periode waar het alle landen tussen de Zwarte Zee en Kaspische Zee omvatte (zie Koninkrijk Armenië).

## Oudheid

### Perzische en hellenistische periode
Armenië was oorspronkelijk een zelfstandig koninkrijk onder de naam Urartu. In de tijd van de Perzen was Armenië een satrapie (provincie) van het Perzische Rijk. Na de val van het Perzische Rijk door de veroveringen van Alexander de Grote, maakte Armenië deel uit van het nieuw ontstane hellenistische rijk. Toen na Alexanders dood het hellenistische rijk uiteenviel, werd Armenië deel van het rijk der Seleuciden.

### Koninkrijk Armenië
In 190 v.Chr. stichtte Artaxias het onafhankelijke koninkrijk Armenië. Vooral onder Tigranes de Grote kwam het rijk tot grote bloei. Al snel werd Armenië echter een twistappel tussen de Parthen en de Romeinen, die regelmatig ingrepen in de Armeense troonopvolging. Tussen 115 en 117 werd het gebied korte tijd ingelijfd bij het Romeinse Rijk als de provincia Armenia, maar de bezetting was van korte duur en in 117 werd Armenië opnieuw een koninkrijk. Vanaf 165 was de Armeense onafhankelijkheid verleden tijd en werd het koninkrijk definitief een vazalstaat van het Romeinse Rijk.

## Middeleeuwen

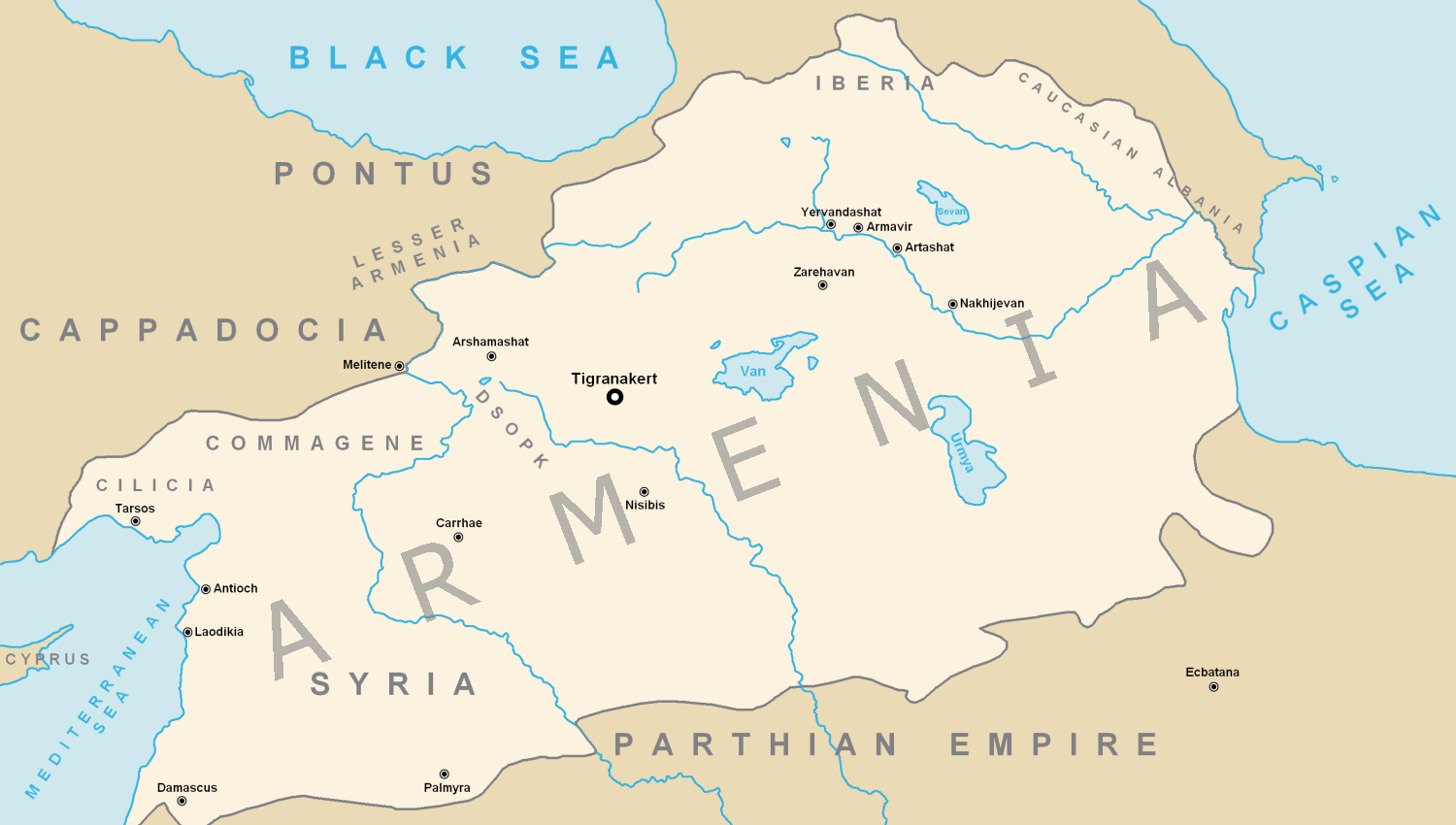
Het Armeense koninkrijk op zijn grootst onder Tigranes de Grote van 95 v.Chr.-66 v.Chr.

In 301 was Armenië de eerste formele staat die het christendom aannam als officiële staatsgodsdienst, tien jaar voor Rome het christendom als godsdienst erkende en lang voor het ook in het Romeinse Rijk de staatsgodsdienst werd in 381. De Armeense Apostolische Kerk eert St. Bartholomeüs en St. Thaddeüs als haar patroonheiligen, die, volgens de traditie, in de jaren 40 - 60 van de 1e eeuw in Armenië predikten. Volgens de legende brachten de apostelen de speer ('Heilige Lans') van de Romeinse legionair Longinus, waarmee hij Jezus' zijde doorboorde, naar Armenië. De punt van de speer ('Geghard') belandde van het klooster van Geghard in het museum van Etsjmiadzin (Etsjmiadzin).
St. Gregorius de Verlichter bekeerde de Armeense koning Tiridates IV tot het christendom. Volgens de legende was Gregorius de zoon van de moordenaar van Tiridates' vader, koning Khosro II. 
In de vroege middeleeuwen werd Armenië geregeerd door het koninklijk huis van de Arsjakoeni's. Het land was gedeeld in 15 provincies of staten. Elk van deze staten had een of meerdere vorstelijke huizen. In Vaspoerakan voerden bijvoorbeeld de Artsruni's bewind, in Sloeniek de Sjuni's en in de oostelijke gewesten Artsach en Oetiek waren dat de Arransjahieks. De grootste provincie Ajrarat was erfbezit van de Arsjakoeni's.
In 428 werd Armenië veroverd door het Sassanidische Perzische Rijk en er kwam een eind aan dit koninkrijk. Het westen van het land viel onder Byzantijns bestuur. In 451 kwam bijna heel Armenië in opstand tegen het Perzische Rijk, met als gevolg de Slag van Avarajr. Niettemin lukte het de Armeniërs weer onafhankelijkheid te verwerven. Eerst in de 9de eeuw wist Armenië zich vrij te vechten van de Arabieren. Armenië werd weer een koninkrijk onder de Bagratuni, met Ani (stad) als hoofdstad. Dit koninkrijk splitste zich in de 11de eeuw af in een aantal semi-onafhankelijke koninkrijken: zoals Vaspoerakan en Sjoeniek. Niet veel later werd Armenië aangevallen door Turken en Mongolen, waarbij het grootste deel van het land verwoest werd (inname van Ani en Kars in 1064). Veel Armeniërs vluchtten naar het westen, waar zij het koninkrijk Cilicisch Armenië stichtten. Het laatste Armeense Rijk, onder het bestuur van de Rubenianen, dat samenwerkte met de Kruisvaarders, duurde tot de 14de eeuw.

## Onder Ottomanen en Perzen
In 1454 verdeelden het Ottomaanse Rijk en Perzië Armenië onder elkaar.

## Onder Ottomanen en Russen
In 1828, na de Tweede Russisch-Iraanse oorlog werd Perzisch Armenië (Oost-Armenië) in het Russische Rijk opgenomen.
Tijdens en na de Eerste Wereldoorlog vond in het Ottomaanse Rijk de Armeense Genocide plaats (1915-1923), waarbij waarschijnlijk naar schatting 1,2 tot 1,5 miljoen Armeniërs vermoord werden. Hierdoor verloor West-Armenië zijn inheemse bevolking.

## Onafhankelijkheid
Op 28 mei 1918 verklaarde Oost-Armenië zich onafhankelijk als de Republiek Armenië. President Woodrow Wilson van de Verenigde Staten probeerde het Amerikaans Congres ervan te overtuigen dat de VS Armenië moest besturen als mandaatgebied, wat mislukte. Op 10 augustus 1920 werd Armenië erkend door het Verdrag van Sèvres, dat door westerse mogendheden ook aan de Turken werd opgelegd. Dat verdrag werd als onacceptabel afgedaan door de inmiddels nieuwe Turkse regering, onder leiding van Mustafa Kemal Atatürk en vielen de Turken Armenië in september 1920 aan. Tegelijkertijd deed het Rode Leger dit vanuit Azerbeidzjan.
In december 1921, toen de Republiek Armenië door het Rode Leger was veroverd, werd de Armeense Socialistische Sovjetrepubliek uitgeroepen. Deze werd in 1922 samen met de Georgische- en Azerbeidzjaanse sovjetrepublieken opgenomen in de Transkaukasische Socialistische Federatieve Sovjetrepubliek (TSFSR) van de Sovjet-Unie. In 1936 werd de TSFSR weer ontbonden waarna de Armeense sovjetrepubliek een directe unierepubliek werd van de Sovjet-Unie.

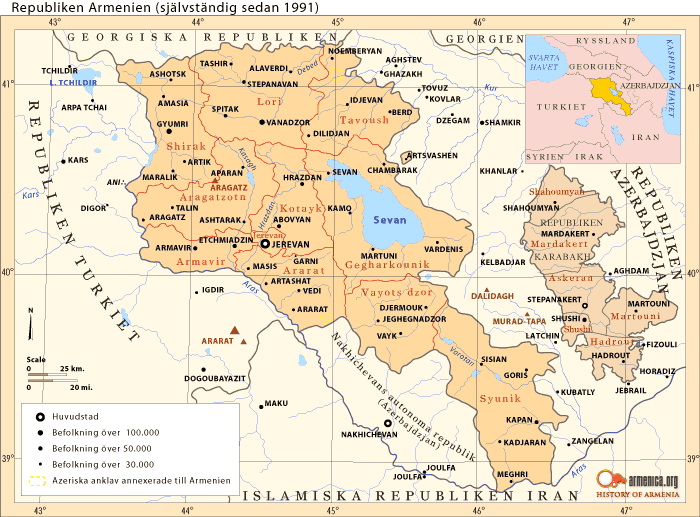
Armenië en Nagorno-Karabach

Armeense leiders bleven in een lang conflict met de Azerbeidzjaanse SSR over de Nagorno-Karabachse Autonome Oblast, een hoofdzakelijk Armeens bevolkte enclave in de Azerbeidzjaanse SSR. Armenië en Azerbeidzjan begonnen in 1988 een oorlog over de enclave; de strijd escaleerde nadat beide landen in 1991 onafhankelijk waren geworden van de Sovjet-Unie. Na het staakt-het-vuren, dat in mei 1994 tot stand kwam, heeft de Nagorno-Karabach (ook wel de Republiek Artsach) niet alleen bestuur over Nagorno-Karabach maar ook over een beduidend gedeelte eromheen, waardoor de Armeense enclave in Azerbeidzjan een verbinding kreeg met Armenië. Tijdens de oorlog vonden meer dan 25.000 Armeniërs en Azerbeidzjanen de dood en vluchtten meer dan een miljoen mensen. Nagorno-Karabach had reeds in 1991 de onafhankelijkheid uitgeroepen, maar dat bleef internationaal niet erkend. In 2023 werd het gebied heroverd door Azerbeidzjan. In augustus 2025 werd een Vredesakkoord gesloten.
In 2001 trad Armenië toe tot de Raad van Europa.